# Slaget vid Torzjok
Slaget vid Torzjok var ett slag under De la Gardieska fälttåget. Slaget stod mellan allierade svenska och ryska trupper mot polsk-litauiska trupper den 17 juni 1609 vid Torzjok.

## Bakgrund
Under den inledande delen av De la Gardieska fälttåget allierade sig Sverige och Ryssland mot tronpretendenten falske Dmitrij II. Den 6 juni förenades den svenska hären under befäl av Jakob de la Gardie med den ryska hären under befäl av Michail Skopin-Sjujskij på vägen mot Torzjok. Redan den 16 maj hade Torzjok frivilligt underkastat sig Skopin-Sjujskij som lät skicka dit en avdelning under befäl av Kornilo Tjoglokov för att befästa staden. Som svar på detta skickades från Tusjino 3000 man under befäl av Alexander Zborowski och Grigorij Sjachovskoj för att återerövra Torzjok. Emot detta hot skickade de allierade 2000 man under befäl av Evert Horn och Semen Golovin.

## Slaget
När de allierade framkom till Torzjok stod de polsk-litauiska trupperna redan uppställda i tre formationer på ett fält invid staden. Striden blev het och två av de polsk-litauiska formationerna drevs tillbaka av allierade pikenerare. Den sista formationen vann dock mer framgång då den drev det allierade kavalleriet till staden. Vid denna tid hade det dock uppstått oreda i den polsk-litauiska hären och de allierade ordnade då en motattack och fördrev de polsk-litauiska trupperna.